# Restes de l'aqüeducte romà d'Altea
Les restes de l'aqüeducte romà d'Altea són unes runes d'un aqüeducte, construcció d'arquitectura romana antiga, situat al municipi d'Altea, a la comarca de la Marina Baixa del País Valencià. L'aqüeducte té un extraordinari valor històric, arquitectònic i etnològic perquè forma part d'una xarxa d'enginyeria hidràulica representativa d'una forma d'assentament humà, d'intervenció en l'entorn i de gestió i distribució dels recursos hídrics desplegada al País Valencià des de la romanització. Ha estat declarat BIC, amb la categoria de monument, el 15 d'abril de 2011.

## Descripció
L'aqüeducte és una obra d'enginyeria hidràulica d'autoria desconeguda datada en el període de l'Alt Imperi Romà (segle iii dC), que permet salvar el barranc dels Arcs. Es considera que esta infraestructura formava part d'un sistema complex d'abastiment d'aigua procedent del riu Algar, la finalitat del qual era abastir en primer lloc l'assentament romà del tossal de la Pila (al nord-oest) i a continuació el nucli romà de l'Albir (al sud).
En l'actualitat, es troba en ruïnes i sense ús. Es conserven restes de l'arcuació, 28 bases de pilars i una obra de fàbrica, probablement pertanyent a les restes d'un arc. El conjunt total de restes constatades estaria format per quatre suports drets, sis tombats i/o desplaçats, díhuit amb només restes de la base (incrustada en marges de bancals) i un en què s'han pogut constatar els fonaments. Tres pilars pròxims a l'ermita de Sant Isidre van ser moguts de la seua ubicació en 2004. Les restes de pilars constatades es distribuïxen sobre una longitud estimada de 520 metres. La cota de la resta ubicada a l'extrem nord és de 26 metres sobre el nivell del mar i la del pilar ubicat a l'extrem sud, de 24 metres sobre el nivell del mar; la cota en el fons del barranc és de 12 metres sobre el nivell del mar. El traçat seguix la direcció nord-est a sud-oest durant 405 metres i varia a direcció predominantment sud durant 115 metres. Atesa la diferència de cotes observada en la ubicació de les restes constatades i la cota del barranc dels Arcs en la zona, l'alçària de la infraestructura en el punt de pas pel barranc podria haver sigut d'entre 10 i 15 metres.
El conjunt de pilars presenta les mateixes característiques constructives, apreciables en tota la seua magnitud en els pilars exempts. Les quatre cares externes dels pilars han sigut construïdes en opus vittatum, és a dir, pedres xicotetes de tendència prismàtica rectangular però irregular, que oscil·len al voltant de 10 cm d'alt per 25 cm d'ample, amb una certa alineació regular en les filades. Les pedres han estat unides amb una argamassa o morter de calç, arena i aigua. La part interna està feta amb un conglomerat a base de pedres, graves més o menys redones, reble, fragments units també amb argamassa. Els pilars, de secció quasi quadrada, tenen unes mides variables a causa, sobretot, de la pèrdua del revestiment exterior, encara que pot ser que no estigueren construïts amb unes mides uniformes. Els pilars millor conservats tenen una amplària que oscil·la entre 1,55 i 1,65 metres.
La zona on es distribuïxen les restes té una important pressió urbanística, i hi ha construccions molt pròximes als murs on es troben les bases dels pilars. El traçat teòric de l'aqüeducte situat a continuació dels punts on es localitzen les restes constatades s'integra en parcel·les edificades.